# C.J.ウィルソン (ディフェンシブバック)
C.J.ウィルソン（C. J. Wilson 1985年4月2日 - ）はテキサス州ダラス出身のアメリカンフットボール選手。現在フリーエージェント。ポジションはセイフティ。

## 経歴
高校時代にはバスケットボールと陸上競技の走高跳をしており、2年次にはアメリカンフットボールはしなかった。3年次に9インターセプト,1TDをあげた。
ベイラー大学に進学した彼は1年次の2003年、全12試合に出場、13タックルをあげた。このうち10回はシーズン最後の4試合にあげたものであり、No.1ランク校のオクラホマ州立大学戦でも4タックルをあげた。2年次の2004年には先発2試合を含む全11試合に出場し、22タックル、1ファンブルリカバー、1ファンブルフォースをあげた。3年次の2005年には全試合に先発出場し、チームトップの5インターセプト、345タックル、1ファンブルリカバー、チームトップの5インターセプトの成績をあげてビッグ12カンファレンスのファーストチームに選ばれた。ベイラー大学の選手で5インターセプトをあげたのは2001年のデリック・キャッシュ以来のことであった。ネブラスカ大学、アイオワ州立大学戦では6タックル、全米ランク2位のテキサス大学戦では5タックルをあげた。4年次の2006年にはオールアメリカン、ジム・ソープ賞の候補にあげられた。2年連続コーナーバックとして起用された彼はシーズン前、スポーティングニュースから全米12位のコーナーバックとして評価された。この年4インターセプトをあげてカンファレンスのセカンドチームに選ばれている。
2007年のNFLドラフト7巡でカロライナ・パンサーズに指名されて入団し、2010年までの4シーズンを主にスペシャルチームで過ごし、2011年9月、解雇された。故障者リスト入りしたバリー・チャーチの代わりに12月13日、ダラス・カウボーイズと契約した。
2012年8月27日のロースターカットでカウボーイズから放出された。